# Batalla de Al Raqa (2013)
La batalla de Al Raqa –denominada por los rebeldes como Asalto de los Todopoderosos– comenzó el 2 de marzo de 2013, en el marco de la Guerra Civil Siria, cuando los insurgentes suníes opuestos al gobierno de Bashar al-Assad invadieron la ciudad de Al Raqa, en el norte de Siria, y la capturaron en tan solo tres días, convirtiéndola en la primera capital provincial en caer completamente en manos rebeldes. La ofensiva estuvo liderada principalmente por extremistas pertenecientes al Frente Al Nusra y a Ahrar ash-Sham.
Luego de esta invasión, el Ejército Árabe Sirio se enfrascó en una batalla por retirar a sus enemigos de la ciudad.

## Antecedentes
Durante los primeros años de la guerra, la presencia opositora en Al Raqa había sido ínfima, cuando no nula, por lo que nunca había constituido una amenaza para el gobierno. Apenas un puñado de protestas menores habían tenido lugar al iniciar de la contienda, pero prontamente se apagaron. Los elementos opositores se mantuvieron en calma incluso hasta 2012 —cuando la guerra civil se propagó por todo el país— sin registrarse mayores incidentes. Asimismo, la presencia de numerosas tribus leales al gobierno, más unos 800 000 refugiados procedentes de otras partes del país, reforzó la noción de que Al Raqa era relativamente segura. Debido a esta presunción, en junio de 2012 Al Assad visitó la ciudad para rezar en una de sus mezquitas durante el Eid al-Adha.
Con el correr de los meses, la lucha armada comenzó a propagarse por el este del país y se multiplicaron los actos de violencia perpetrados tanto por las tropas leales como por la oposición. El 26 de diciembre de 2012, 20 personas murieron en incidentes ocurridos en Al-Qahtaniyah, los cuales Damasco atribuyó a grupos terroristas. Los bombardeos también alcanzaron una estación de servicio en Tal Abyad, y el gobierno calificó a la región como un «centro de actividad terrorista».
A principios de 2013, si bien los rebeldes se habían hecho con buena parte del norte de Siria, todavía no poseían ninguna ciudad importante. Fue entonces cuando resolvieron llevar a cabo una ofensiva sobre Al Raqa, que aún era un bastión gubernamental, y les permitiría hacerse con una aún mayor porción de la región norte del país. En febrero, la ciudad de Al Tawrah y la presa de Tabqa, a solo 40 km de Al Raqa, cayeron en manos rebeldes.

## Desarrollo
Los primeros combates estallaron al amanecer del 2 de marzo, cuando los rebeldes —compuestos mayoritariamente por brigadas islamistas— comenzaron a penetrar en Al Raqa, mientras que las fuerzas leales bombardearon varios puntos de la ciudad y ametrallaban a los rebeldes desde helicópteros. Los insurgentes avanzaron desde el norte y rebasaron todas las líneas de defensa gubernamentales. Se produjeron intensos enfrentamientos con las fuerzas leales al gobierno en varios edificios públicos estratégicos, saldándose con 8 rebeldes y 4 civiles muertos. Al día siguiente, se registraron las muertes de 8 soldados y un rebelde.
El 4 de marzo, los rebeldes se apoderaron de la plaza principal de la ciudad y derribaron la estatua del antiguo presidente Hafez Al-Assad, padre de Bashar Al-Assad. Ese mismo día, los también atacaron la residencia del gobernador de la provincia, Hasan Jalili, capturándole junto al jefe de la secretaría del Partido Baaz en la ciudad, Suleiman al-Suleiman. Ese mismo día, se reportó que al menos 7 rebeldes murieron en combate, incluyendo a los comandantes provinciales de Al Nusra y Ahrar ash-Sham.
El 5 de marzo, surgieron videos en los que ambos hombres aparecían rodeados por combatientes rebeldes jubilosos. Diez civiles murieron al detonarse un coche bomba y otros dos a causa de los bombardeos.
Pese a que las fuerzas leales intentaban repeler la ofensiva, los rebeldes los derrotaban fácilmente, teniendo un avance pocas veces visto en otras ciudades donde también el gobierno y la oposición se disputaban su control. Aun así, se reportaron intensos combates en un depósito de municiones al norte de la ciudad. Asimismo, la Fuerza Aérea comenzó a bombardear la ciudad en un intento por desalojar a las fuerzas opositoras, ya que el ejército retenía el control del edificio de la inteligencia militar y la sede del Partido Baaz. Seis civiles perecieron, cinco de ellos debido a un ataque aéreo, mientras que 11 rebeldes y un francotirador leal murieron en combate. El jefe de policía de Al Raqa, Abu Jassem, fue capturado y asesinado por los rebeldes.
El periódico libanés Al-Akhbar señaló que «ha habido indicios de que la ciudad no cayó militarmente» y que pese a no haber un formidable despliegue del Ejército sirio, no resultaba lógico que Al Raqa fuera conquistada en horas. El periódico informó que en la mañana del ataque las fuerzas sirias se retiraron del puesto de control este, entregando así el acceso oriental a la ciudad —y por ende todo el sector— a los combatientes de la Brigada Muntasir Billah y de Al Nusra, mientras que efectivos de la policía militar siria y la guardia fronteriza fueron vistos trasladando sus pertrechos desde el centro de la ciudad a los cuarteles de la 17.ª División, en antelación a la llegada de las formaciones opositoras y sin ser acosados por las mismas.
Las fuerzas progubernamentales se retiraron de la urbe por el este y el oeste, y se concentraron en el aeropuerto provincial, situado a 60 km de Al Raqa.
Para el 6 de marzo, los últimos focos de resistencia leal en la ciudad fueron eliminados, y los rebeldes se apoderaron de varios edificios estratégicos en los que las tropas leales estaban atrincheradas, lo que provocó que el Observatorio Sirio para los Derechos Humanos anunciara que Al Raqa estaba totalmente bajo control de los rebeldes. 

«Esta es la primera capital provincial de Siria donde los rebeldes han hecho tal progreso. Ahora tienen el control casi total de la ciudad de Al Raqa, a excepción de algunas posiciones del régimen, incluidas las sedes de seguridad militar y del partido Baaz.»
Rami Abdel Rahman, director del OSDH.

Más de 300 combatientes leales fueron tomados como prisioneros por los rebeldes, quienes a su vez procedieron a liberar a varios disidentes que se encontraban detenidos en dependencias de las fuerzas de seguridad. Por otra parte, la aviación siria llevó a cabo 25 ataques aéreos contra la ciudad. En total murieron 39 personas, 17 de ellas en un bombardeo en la plaza, y se confirmó que al menos 10 eran combatientes rebeldes. En un incidente aparte, otro rebelde cayó en combate.
En un comunicado, el consejo dijo que con la caída de Al Raqa se estableció un vínculo entre vastas áreas que cayeron en manos rebeldes en la región petrolífera del este del país y regiones ya controladas por ellos en las provincias de Alepo e Idlib, en el norte. 
Los habitantes de la ciudad hasta entonces conocida como «el hotel de la revolución», luego de que miles de familias huyeran de sus hogares hacia allí, pidieron a los rebeldes que no ingresaran a las densamente pobladas áreas metropolitanas, por temor a que los aviones y la artillería del gobierno pudieran atacarlas como represalia.

## Consecuencias
Tras la caída de Al Raqa, el Ejército envió refuerzos desde la base aérea de Tabqa, pero fueron interceptados por elementos del ELS. Algunos de los soldados capturados fueron ejecutados públicamente por las facciones islamistas después de tomar del poder, y sus cuerpos fueron puestos en exhibición o arrastrados por las calles de la ciudad. El 9 de marzo, otros bombardeos contra la ciudad mataron a 14 personas.
El 4 de abril, se reportó que los rebeldes que sitiaban la base de Tabqa tenían el control del 75% de la misma, mientras que el Ejército aún retenía el centro de mando. Una fuente militar en la base aseguró que 80 soldados habían muerto, muchos de ellos de gangrena, y otros 250 habían resultado heridos en los combates.
Para fines de mayo, pese a los constantes ataques aéreos y de artillería contra las posiciones del ELS en las afueras de la ciudad, las fuerzas del gobierno seguían siendo incapaces de romper las líneas rebeldes.
En julio de 2014, tras resistir a los terroristas por más de un año, la base de la 17.ª División cayó en manos del Estado Islámico, seguida por la base de Al Tabqa en agosto.

## De conquista rebelde a capital delcalifato
Tan solo un mes después de capturar la ciudad, los rebeldes comenzaron a dispersarse. El Frente Al Nusra se retiró paulatinamente de la ciudad en abril, apostándose en la presa de Tabqa y en la ciudadela de Jaabar, a 53 km de Al Raqa, mientras que Ahrar al-Sham envió gran parte de sus fuerzas a Tal Abyad. Esto causó un vacío de poder que fue llenado por una nueva facción: el Estado Islámico de Irak y el Levante.
La campaña de intimidación no se hizo esperar. El 14 de mayo, tres residentes chiíes fueron públicamente ejecutados por el EIIL, en represalia por masacres de suníes perpetradas por el bando leal en las ciudades de Baniyas y Homs. Tras esto, el movimiento de protesta pacífico y secular que hubiera transformado a Al Raqa en el «ícono de la revolución» comenzó a marchitarse, al menos en la esfera pública. El 19 de mayo, el jefe de la oposición en Al Raqa fue secuestrado. Para contrarrestar la influencia de los islamistas, la oposición moderada buscó educar a la población sobre democracia y derechos. Más de 40 diarios, revistas y publicaciones en línea surgieron por toda la ciudad, muchas de ellas manejadas por jóvenes militantes. Sin embargo, pese a las convocatorias a protestar pacíficamente contra la violencia, las detenciones se multiplicaron.
A mediados de agosto, el Estado Islámico de Irak y el Levante anunció que cesaría su participación en el asedio a la base de Al Tabqa, uno de los dos últimos bastiones leales restantes en Al Raqa. El grupo terrorista buscaba centrarse, en cambio, en la administración civil y en la construcción de un Estado islámico, y por lo que se retirarían los combatientes de los campos de batalla más urgentes.
Para septiembre, la presencia del Ejército Libre Sirio en Al Raqa era virtualmente nula. El 17 de octubre, durante una reunión entre las personas más influyentes de la ciudad y el EIIL, Hazim al-Hussein y Muhannad Habayebna criticaron fuertemente a la organización terrorista, acusándola de cometer diversos crímenes. Ambos hombres fueron asesinados dentro de las 96 horas siguientes. A raíz de estas muertes, los militantes que aún permanecían en la ciudad debieron escapar a la región turca de Urfa.